# WORO-TV
El Canal 13 (conocido comúnmente como Teleoro Canal 13) es el canal de la Iglesia católica de Puerto Rico. El Canal 13 fue fundado en 1995 bajo el mandato del cardenal Luis Aponte Martínez. Transmite en el canal 13.1 de la ciudad de San Juan y en el Internet a través de www.canal13pr.tv

## Programación televisiva
- Misa
- Santo Rosario
- Coronilla de la Divina Misericordia
- Retransmisión de EWTN Español
- Mi Gente con Padre Milton y Keilla Hernández
- Casa Abierta, diócesis de Caguas
- En Clave de Dios
- Cinco Panes y Dos Peces
- Edición Directa
- Cocinando y Motivando con Michael Gabriel
- Bindi
- Cara a Cara
- Don Chencho
- Noticias 13
- Ellas y... tus Noches
- Minuto Informativo
- Borinqueando
- Con la Música por Dentro
- Los Deudores
- Shabum y su Tienda Mágica
- Vamos a Xplorar
- A Pescar
- Jorge Rivera Nieves 100x35
- Mundo C
- Parada Porta Del Sol
- Deportes Canal 13
- Unitarios
- ¿Cuál Es Su Duda?
- Promesas de Dios
- El Pan de la Palabra
- Apología con el Dr. Fernando Casanova
- Reacción Inmediata
- Sala 13
- Puerto Rico en Tenderete
- Corre y Gana
- Únete al Maestro
- Una Ventana a la Fe
- Semillas de Alegría
- En Cuerpo y Alma
- Minuto Informativo
- La Mano de Dios

## Administración y Gerencia
- S.E.R. Mons. Roberto Octavio González Nieves, O.F.M., arzobispo metropolitano de San Juan de Puerto Rico
- P. Milton A. Rivera Vigo,

- Radamés Colón, gerente de Recaudos
- Luis M. Quiñones Mora, gerente general
- Gladys Y. Cruz Santiago, coordinadora de Programación
- Marylene Rivera Molina, Coordinadora de Tráfico y Facturación
- Aileen Muñoz, Supervisora de Producción
- Jeffrey Brito Figueroa, Supervisor de Master Control
- Radhamés Marcano Rosario, Supervisor de Ingeniería
- Rubén Álvarez, Supervisor de Promociones